# Bernadotteprogrammet
Bernadotteprogrammet är ett stipendieprogram instiftat 2016 med anledning av kung Carl XVI Gustafs 70-årsdag. Stipendieprogrammet instiftades av de kungliga akademierna Kungliga Akademien för de fria konsterna, Kungliga Vitterhetsakademien, Kungliga Musikaliska Akademien, Svenska Akademien och Kungliga Gustav Adolfs Akademien för svensk folkkultur och delar varje år ut ett antal stipendier, Bernadottestipendiet, om 120 000–125 000 kronor vardera till postdoktorala forskare och yngre konstnärliga utövare.